# 広橋経光
広橋 経光（ひろはし つねみつ、正字体：廣橋經光）は、鎌倉時代中期の公卿、正二位権中納言民部卿。「広橋」は後にこの家が室町時代になってから名乗った家名を遡及して適用したもので、本人は勘解由小路 経光（かでのこうじ つねみつ）と名乗っていた。権中納言広橋頼資の長男。日記『民経記』（みんけいき、『経光卿記』）の著者。

## 来歴
以下『公卿補任』と『尊卑分脈』の内容を記述する。
建保6年（1218年）11月16日春宮蔵人に補される。承久3年（1221年）1月9日穀倉院学問料、4月20日蔵人に補される、7月9日蔵人を止められる。承久4年（1222年）1月6日文章得業生となる。貞応2年（1223年）1月27日因幡少掾を兼ね、2月7日献策、同9日に判があり、3月1日叙爵、
4月7日治部少輔に任じられる。嘉禄2年（1226年）7月7日昇殿を許される。安貞2年（1227年）4月20日従五位上に昇叙、9月16日蔵人に補される。寛喜元年（1229年）10月5日、正五位下に昇叙。寛喜3年（1230年）10月28日春宮権大進を兼ねる。貞永元年（1232年）10月4日、蔵人に補される。
天福元年（1233年）1月28日右少弁に任じられ、治部少輔を止めて蔵人は元の如し、12月15日には右衛門権佐を兼ね蔵人と右少弁は元の如し。天福2年（1234年）4月2日三職（蔵人、右少弁、右衛門権佐）を辞す。嘉禎2年（1236年）2月30日服解、5月6日復任、12月19日に左少弁に任じられる。嘉禎3年（1237年）1月24日権右中弁に転任し従四位下に昇叙。嘉禎4年（1238年）閏2月27日右中弁に転任、3月29日に従四位上に昇叙し、4月6日造東大寺長官に補され、同20日には左中弁に転任、同29日に卒分等勾当となし、5月23日には左宮城使となし、7月20日には右大弁に転任、造東大寺長官と左宮城使は元の如し。延応元年（1239年）1月24日に阿波権守を兼ね、同27日に正四位下に昇叙、11月6日には蔵人頭に補される。
仁治2年（1241年）2月1日参議となり左大弁に転任、同8日には勘解由長官を兼ね、10月13日に従三位に叙される。仁治4年（1243年）2月2日に讃岐権守を兼ねる。寛仁2年（1244年）1月5日正三位に昇叙。宝治元年（1247年）12月8日権中納言に任ぜられる。宝治2年（1248年）10月29日権中納言を辞し従二位に昇叙。建長7年（1255年）1月5日正二位に昇叙。
文応元年（1260年）9月8日、民部卿に任じられる。文永11年（1274年）4月15日民部卿在任のまま薨去。

## 『民経記』の記者
経光が残した日記『民経記』（『経光卿記』）は鎌倉時代初期の政情を知る上で重要な一級史料で、経光が数え15の時からの自筆原本が残っていることでも知られる。特に『続古今和歌集』成立に関しての詳細な記述がある。

## 系譜
- 父：広橋頼資（1182 - 1236）
- 母：従五位下源兼資女
- 室：大宰大弐藤原親実女
  - 長男：広橋兼頼（1239 - 1280）
  - 次男：広橋兼仲（1244 - 1308）
- 生母不明の子女
  - 女子：経子 - 護良親王母の民部卿三位か?

## 補注